# Henderson (Texas)
Henderson é uma cidade localizada no estado norte-americano do Texas, no Condado de Rusk.

## Demografia
Segundo o censo norte-americano de 2000, a sua população era de 11.273 habitantes.
Em 2006, foi estimada uma população de 11.584, um aumento de 311 (2.8%).

## Geografia
De acordo com o United States Census Bureau tem uma área de
31,1 km², dos quais 30,8 km² cobertos por terra e 0,3 km² cobertos por água. Henderson localiza-se a aproximadamente 156 m acima do nível do mar.

## Localidades na vizinhança
O diagrama seguinte representa as localidades num raio de 32 km ao redor de Henderson.